# Onthophagus semicupreus
Onthophagus semicupreus là một loài bọ cánh cứng trong họ Bọ hung (Scarabaeidae).